# 斯麗維迪亞·古拉扎達
斯麗維迪亞·古拉扎達（英語：Srivedya Gurazada，2002年8月15日—），印度裔美國人，美國女子羽毛球運動員，曾代表印度參加國際賽。

## 選手生涯
斯麗維迪亞·古拉扎達生於美國波士顿，約莫四歲時回到印度。此後，她在契坦·阿南德學院接受羽球訓練，並以自由人身分參加國際賽，女單、女雙、混雙賽事均有涉獵。

### 2021年
2021年開始，斯麗維迪亞與另一位印度裔美籍選手伊西卡·賈斯瓦搭檔參加女雙賽事，兩人該年就在墨西哥國際賽贏得女雙冠軍、薩爾瓦多國際賽晉級四強。

### 2022年
2022年初，斯麗維迪亞參加年初於印度舉行的三站世界巡迴賽。她與T. Hema Nagendra Babu在賽義德·莫迪國際賽（Super 300）獲得混雙亞軍，隔週與伊西卡再於奧里薩公開賽（Super 100）晉級四強。8月，斯麗維迪亞曾短暫與普尔维莎·拉姆搭檔，兩人在喀麥隆國際賽奪得女雙冠軍。

#### 轉籍美國
斯麗維迪亞並非印度公民而無法代表印度參加奧運，但因為生於美國而有美国国籍，為此她在2022年10月轉為代表美國出賽以爭取奧運資格，但仍留在印度訓練。此後，斯麗維迪亞／伊西卡在11月舉行的秘魯、墨西哥兩站國際賽闖入四強。

## 主要比賽成績
只列出曾進入準決賽的國際賽事成績：
| 年份      | 賽事                    | 公開賽級別 | 項目     | 拍檔                  | 成績   |
| --------- | ----------------------- | ---------- | -------- | --------------------- | ------ |
| 代表 印度 |                         |            |          |                       |        |
| 2021年    | 墨西哥羽毛球國際賽      | 國際系列賽 | 女子雙打 | 伊西卡·賈斯瓦         | 冠軍   |
| 2021年    | 薩爾瓦多羽毛球國際賽    | 國際系列賽 | 女子雙打 | 伊西卡·賈斯瓦         | 準決賽 |
| 2022年    | 賽義德·莫迪羽毛球國際賽 | 超級300賽  | 混合雙打 | T. Hema Nagendra Babu | 亞軍   |
| 2022年    | 奧里薩羽球公開賽        | 超級100賽  | 女子雙打 | 伊西卡·賈斯瓦         | 準決賽 |
| 2022年    | 喀麥隆羽毛球國際賽      | 國際系列賽 | 女子雙打 | 普爾維莎·拉姆         | 冠軍   |
| 代表 美国 |                         |            |          |                       |        |
| 2022年    | 秘魯羽毛球國際賽        | 國際挑戰賽 | 女子雙打 | 伊西卡·賈斯瓦         | 準決賽 |
| 2022年    | 墨西哥羽毛球國際賽      | 國際系列賽 | 女子雙打 | 伊西卡·賈斯瓦         | 準決賽 |
| 2023年    | 毛里裘斯羽毛球國際賽    | 國際系列賽 | 女子雙打 | 伊西卡·賈斯瓦         | 亞軍   |

| 2018-2026年 | 總決賽 | 超級1000賽 | 超級750賽 | 超級500賽 | 超級300賽 | 超級100賽 | 國際挑戰賽 | 國際系列賽 | 未來系列賽 | 其他 |

## 外部連結
- 斯麗維迪亞·古拉扎達在BWFBadminton.com（英语）
- 斯麗維迪亞·古拉扎達在BWF.TournamentSoftware.com（英语）
- 斯麗維迪亞·古拉扎達在Flashscore（英语）